# Vejleå Kirke
Vejleå Kirke ligger i Ishøj Sogn i Ishøj Kommune.
Kirken er tegnet af Wohlert Arkitekter og opført 1996-97. Den blev indviet søndag den 30. november 1997.
Kirken er udsmykket med seks store glasmosaikker/malerier, udført af Peter Brandes.

## Billeder
- Nattebillede af nordsiden.
- Nattebillede af sydsiden.
- Nordside.

- Kirkerum mod alter.
- Kirkerum mod indgang.
- Alter.

- Prædikestol.
- Døbefont.
- Orgel.
- Loft.
- Lysindfald gennem glasmosaik.

## Eksterne kilder og henvisninger
- Wikimedia Commons har flere filer relateret til Vejleå Kirke
- Vejleå Kirke Arkiveret 31. januar 2011 hos  Wayback Machine hos nordenskirker.dk
- Vejleå Kirke hos KortTilKirken.dk